# Луций Корнелий Лентул Крус
Лу́ций Корне́лий Ле́нтул Крус (лат. Lucius Cornelius Lentulus Crus; около 98—48 годы до н. э.) — римский военачальник и политический деятель из патрицианского рода Корнелиев Лентулов, консул 49 года до н. э. Был сторонником Гнея Помпея Великого и одним из инициаторов войны с Гаем Юлием Цезарем. После поражения бежал в Египет и там был убит по приказу царя Птолемея XIII.

## Биография

### Происхождение
Луций Корнелий принадлежал к древнему патрицианскому роду. Детальнее о его происхождении известно только одно: его отец носил преномен Публий. Принадлежавший к тому же поколению Публий Корнелий Лентул Спинтер (консул 57 года до н. э.) тоже был сыном Публия, а потому в историографии появилась версия, что эти двое Лентулов были родными братьями; впрочем, иных доказательств, кроме отцовского преномена, у сторонников этой версии нет. Их оппоненты обращают внимание на письмо Публия Спинтера-сына Цицерону, в котором автор упоминает Лентула Круса сразу после своего отца как абсолютно чужого человека: «те же самые лица, кто тогда не принял моего отца, обратившегося в бегство, кто не принял Луция Лентула…».
Агномен «Крус» (от лат. crus — «голень») представлял собой прозвище, ставшее частью имени и использовавшееся даже в фастах. Примерно то же значение имело прозвище «Сура» (Sura), которое носил ещё один Лентул, живший в ту же эпоху.

### Начало карьеры
Учитывая хронологию карьеры Луция Корнелия, исследователи относят его рождение к 98 году до н. э. Предположительно, в молодости он участвовал в войне против мятежника Квинта Сертория в Испании и сыграл ключевую роль в предоставлении римского гражданства жителю Гадеса Луцию Корнелию Бальбу — впоследствии доверенному лицу Гая Юлия Цезаря и консулу-суффекту 40 года до н. э. Такой вывод Фридрих Мюнцер сделал из того факта, что Бальб в одном письме называет Лентула Круса человеком, которого он «любит больше, чем себя самого» и уважает не меньше, чем Цезаря.
Самое раннее упоминание о Луции в сохранившихся источниках относится к 61 году до н. э. Тогда он, предположительно, как народный трибун, участвовал в роли обвинителя в суде над Публием Клодием Пульхром, который проник в дом Гая Юлия Цезаря во время празднества в честь Доброй богини и был из-за этого объявлен святотатцем. Этот процесс закончился оправдательным приговором, вынесенным при почти равном распределении голосов. В 58 году до н. э. Лентул Крус был претором и в этом качестве поддержал Марка Туллия Цицерона, которого тот же Клодий обвинил в казни без суда римских граждан (сторонников Катилины). Луций обратился к одному из консулов, Луцию Кальпурнию Пизону Цезонину, с просьбой помочь Цицерону, но ничего не добился.
После этих событий карьера Лентула Круса замедлилась. В 51 году до н. э. он баллотировался в квиндецемвиры священнодействий, но по итогам голосования набрал меньше голосов, чем его сородич Публий Корнелий Долабелла. В 50 году до н. э. Луций выдвинул свою кандидатуру в консулы. Это было время углубления конфликта между двумя самыми могущественными политиками Республики, Гаем Юлием Цезарем и Гнеем Помпеем Великим, и последний поддержал Лентула, а Цезарь — другого кандидата-патриция, Сервия Сульпиция Гальбу. Источники сообщают, что Гальба набрал больше голосов, но избран всё-таки не был — либо из-за своеобразия римской выборной системы, либо из-за каких-то незаконных махинаций. В итоге консулом стал Луций Корнелий и ещё один сторонник Помпея, Гай Клавдий Марцелл.
Античные авторы пишут о Луции как о яром враге Цезаря, принадлежавшем к «военной партии». Из-за своих громадных долгов и жажды власти он хотел, чтобы как можно быстрее началась гражданская война; в кругу друзей он даже заявлял, что станет «вторым Суллой». По словам Авла Гирция, Лентул и Марцелл были избраны «с целью отобрать у Цезаря всякие почести и должности», и действовать они начали даже до вступления в должность.

### Гражданская война и гибель
В конце 50 года до н. э., будучи ещё десигнатом, Луций вслед за консулами предыдущего года и своим коллегой приказал Помпею возглавить армию в войне против Цезаря. 1 января 49 года до н. э., сразу после принятия полномочий, Лентул Крус и Марцелл открыли заседание сената и попытались воспрепятствовать чтению письма Цезаря, в котором предлагался компромисс; потом они помешали тому, чтобы на основании этого письма был сделан официальный доклад. Под давлением консулов сенат фактически предъявил Цезарю ультиматум, следствием чего стала гражданская война.
Узнав, что Цезарь вторгся с армией в Италию, Луций покинул Рим и бежал на юг, в панике бросив казну Республики. Луций Корнелий Бальб, действуя от имени Цезаря, попытался начать переговоры, чтобы убедить Лентула отказаться от конфронтации и вернуться в столицу, но тот избегал встречи, поскольку полагал, что дело зашло слишком далеко. Цицерон, который видел Луция в те зимние месяцы, сделал вывод, что консул просто потерял голову от страха.
Позже Лентул отделился от основных сил помпеянцев, чтобы собрать пополнения в Кампании. В середине февраля Помпей приказал ему и Марцеллу идти со всеми имеющимися в их распоряжении войсками к Брундизию, и этот приказ был выполнен. В начале марта консулы переправились в Диррахий во главе передовой части армии. Летом Луций был в Азии (там он набрал два легиона), а в конце года снова присоединился к Помпею в Эпире. Лентул был уверен в победе своей «партии»: накануне решающей битвы при Фарсале он настаивал на том, чтобы после взятия Рима ему были отданы сады Цезаря и роскошный дом Квинта Гортензия Гортала, а его палатку слуги увили плющом, символизировавшим победу.
Один из Лентулов — либо Публий Спинтер, либо Луций Крус — командовал при Фарсале флангом армии (левым или правым). В любом случае после поражения Луций бежал на Родос, но там не был принят и уплыл на Кипр, а оттуда — к побережью Египта, вслед за Помпеем. Он появился у Пелусия на следующий день после того, как Помпей был убит на том самом месте по приказу царских приближённых. Лентула арестовали и вскоре убили в тюрьме по распоряжению Птолемея XIII.

## Интеллектуальные занятия
Цицерон упоминает Луция Корнелия в своём перечне римских ораторов в трактате «Брут». По его словам, Лентул Крус обладал звучным голосом и «был оратором довольно сильным, но работа мысли утомляла его».

## Семья
У Луция был сын, Луций Корнелий Лентул Крусцеллион, предположительно претор 44 года до н. э.